# Sellier et Bellot
 (avril 2019).
Si vous disposez d'ouvrages ou d'articles de référence ou si vous connaissez des sites web de qualité traitant du thème abordé ici, merci de compléter l'article en donnant les références utiles à sa vérifiabilité et en les liant à la section « Notes et références ».
Sellier et Bellot, créée en 1825, est une cartoucherie basée dans la ville de Vlasim en République tchèque. L'entreprise est une filiale de la société tchèque Colt CZ Group,. 